# 馬爾特納鄉

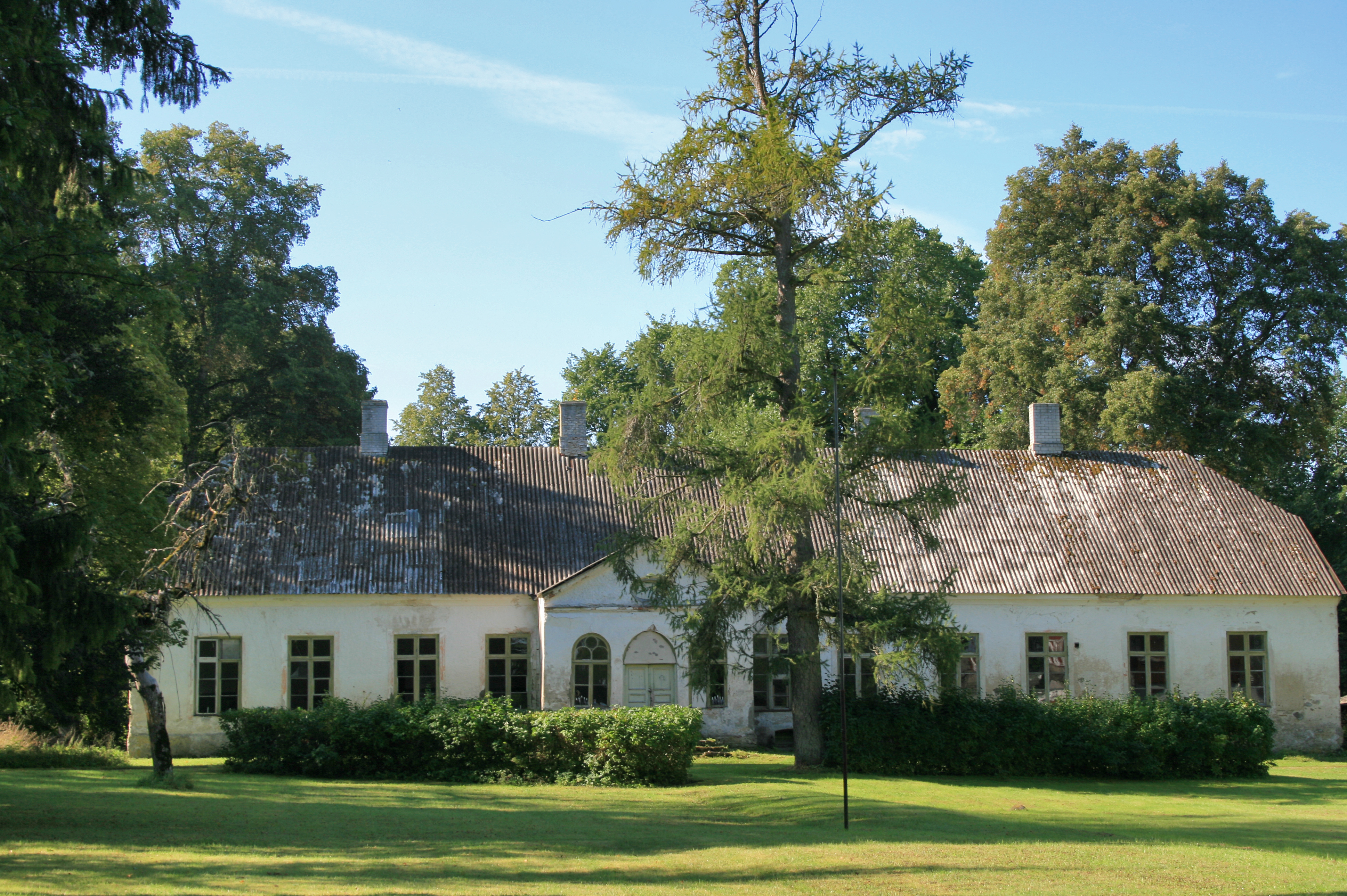
普特卡斯泰庄园

馬爾特納鄉，曾是愛沙尼亞萊內縣的一個鄉村型市镇，位於該國西部，行政中心設於馬爾特納，面積269平方公里，2016年人口760，人口密度每平方公里3人。
2017年爱沙尼亚行政改革后，马尔特纳市镇与其他市镇一起合并为新的莱内-尼古拉市镇。
58°51′22″N 23°48′14″E / 58.856°N 23.804°E